# Freycinetia nakanaiensis
Freycinetia nakanaiensis är en enhjärtbladig växtart som beskrevs av Huynh. Freycinetia nakanaiensis ingår i släktet Freycinetia och familjen Pandanaceae. Inga underarter finns listade.